# Laboratoriumsmedizin
Die Laboratoriumsmedizin („Labormedizin“) ist ein diagnostisches Fachgebiet der Medizin an der Schnittstelle zu naturwissenschaftlichen Fächern wie z. B. der Chemie oder Molekularbiologie.
In Deutschland gibt es eine spezielle ärztliche Weiterbildung zum Facharzt für Laboratoriumsmedizin, während das Fach in Großbritannien z. B. der Pathologe als „Pathologist“, in Frankreich der Biologe als „Biologist“ vertritt. Im Rahmen der Harmonisierung der europäischen Weiterbildungsordnungen wird an einer Vereinheitlichung gearbeitet, die aber wegen langer nationaler Traditionen mit entsprechenden Berufsordnungen nicht einfach sein dürfte.

## Tätigkeitsfelder
Laborärzte sind fächerübergreifend für nahezu alle medizinische Disziplinen, v. a. aber für die Allgemeinmedizin und Innere Medizin tätig. Sie erstellen Laborbefunde für die Diagnostik und Stadieneinteilung von Krankheiten, Verlaufs- und Therapiekontrolle sowie die Prävention. Neben der eigentlichen Analytik organisieren sie Probenvorbereitung inkl. Transport ins Labor (Präanalytik) sowie die Rückübermittlung der Laborbefunde zum anfordernden Arzt inkl. Datenfernübertragung und Beratung (Postanalytik).
Schwerpunkte der laborärztlichen Tätigkeit sind u. a. Klinische Chemie und Immunchemie, Hämatologie (Erkrankungen des Blutes) und Hämostaseologie (Störungen der Blutgerinnung), Mikrobiologie und Infektionsserologie, Transfusionsmedizin und Humangenetik. Für einige dieser Disziplinen gibt es eigene Facharzt- oder Zusatzbezeichnungen sowie naturwissenschaftliche Zertifikate (z. B. Klinischer Chemiker). Auch existiert neben der nur wenige Erreger betreffenden serologischen Infektionsdiagnostik, die teilweise aus logistischen Gründen im Rahmen der Klinischen Chemie durchgeführt wird, die spezialisierte Bakterien- und Parasitendiagnostik und Virusdiagnostik mit einer besonderen fachärztlichen Qualifikation.
Im Normalfall kommt ein Patient mit dem Laborarzt kaum persönlich in Kontakt, es sei denn für Blutentnahmen und Gewinnung anderer Untersuchungsmaterialien wie z. B. Knochenmark, Gehirn- und Gelenkflüssigkeiten, Sperma und Stuhl. Allerdings bieten Laborärzte oft Schulungen und Beratungen an, z. B. im Rahmen der Blutzuckerselbsttestung, Humangenetik oder Präventivmedizin.

## Facharzt für Laboratoriumsmedizin
Um in Deutschland als Facharzt für Laboratoriumsmedizin (Laborarzt/Laborärztin) tätig zu werden, bedarf es einer mindestens fünfjährigen Weiterbildungszeit nach erfolgreichem Abschluss des Medizinstudiums. Davon müssen abgeleistet werden:
- 30 Monate in klinischer Chemie, im immunologischen, hämatologischen, hämostaseologischen und molekulargenetischen Labor;
- 12 Monate im mikrobiologischen Labor,
- 6 Monate im immunhämatologischen Labor,
- 12 Monate in der stationären Patientenversorgung.

## Methoden
Zu den wichtigen Untersuchungen der Laboratoriumsmedizin zählen Blutuntersuchungen, Urinuntersuchungen und weitere Untersuchungen, zum Beispiel die Zytodiagnostik des Sputums.

### Normalbereiche
Normalbereiche werden typischerweise an einer großen Zahl von offensichtlich Gesunden erhoben. Als so genannte Normalwerte gibt man die Ober- und Untergrenzen des Bereichs an, in dem sich 95 % aller Messwerte befinden. Ein Wert außerhalb des Normalbereichs bedeutet deshalb nicht automatisch, dass die entsprechende Person krank ist, ganz im Gegenteil: Jeder 20. Wert muss definitionsgemäß bei Gesunden außerhalb der angegebenen Grenzen liegen.
Die Normalbereiche hängen stark von der verwendeten Methodik, der untersuchten Population etc. ab.
Grenzwerte sind unter Blutuntersuchung und Urinuntersuchung aufgeführt. Die sind wegen vielerlei Einflussfaktoren nur als Anhaltswerte zu verstehen. Für die Bewertung von Laborbefunden ist die spezifische Tabelle des jeweiligen Arztes gültig und im Zweifelsfall eine persönliche ärztliche Interpretation erforderlich.

### Referenzbereiche und Entscheidungsgrenzen
Umgekehrt weisen alle Normalbereiche mehr oder weniger starke Überlappungen mit den Werten auf, die bei Kranken erhalten werden. Ihre Messwerte hängen z. B. von Art, Stadium, Schwere und Behandlung der jeweiligen Erkrankung ab: So besagt der Spiegel des Tumormarkers PSA z. B. durchaus etwas über die Gesamtgröße der Prostata, jedoch so gut wie nichts über die gut- oder bösartigen Ursachen einer eventuellen Vergrößerung.
Um eine optimale Trennung zwischen Gesunden und Kranken zu erhalten, benötigt man deshalb für jede medizinische Fragestellung spezielle Referenzbereiche und Entscheidungsgrenzen.

### Anhaltswerte
Siehe: 
- Blutuntersuchung
- Urinuntersuchung
- Haaranalytik
- Stoffwechselstörung